# Radoszewice (gromada)
Radoszewice – dawna gromada, czyli najmniejsza jednostka podziału terytorialnego Polskiej Rzeczypospolitej Ludowej w latach 1954–1972.
Gromady, z gromadzkimi radami narodowymi (GRN) jako organami władzy najniższego stopnia na wsi, funkcjonowały od reformy reorganizującej administrację wiejską przeprowadzonej jesienią 1954 do momentu ich zniesienia z dniem 1 stycznia 1973, tym samym wypierając organizację gminną w latach 1954–1972.
Gromadę Radoszewice siedzibą GRN w Radoszewicach utworzono – jako jedną z 8759 gromad na obszarze Polski – w powiecie wieluńskim w woj. łódzkim, na mocy uchwały nr 40/54 WRN w Łodzi z dnia 4 października 1954. W skład jednostki weszły obszary dotychczasowych gromad Radoszewice, Bugaj Radoszewicki, Zmyślona, Laski, Katarzynopole i Pieńki Laskowskie oraz kolonia Kije z dotychczasowej gromady Kuźnica Ługowska ze zniesionej gminy Osjaków w tymże powiecie. Dla gromady ustalono 24 członków gromadzkiej rady narodowej.
29 lutego 1956 do gromady Radoszewice przyłączono wieś Kuszyna z gromady Huta w powiecie pajęczańskim.
31 grudnia 1961 gromadę włączono do powiatu pajęczańskiego w tymże województwie.
Gromada przetrwała do końca 1972 roku, czyli do kolejnej reformy gminnej.